# Goundam (krets)
Cercle de Goundam är en krets i Mali.   Den ligger i regionen Timbuktu, i den centrala delen av landet, 700 km norr om huvudstaden Bamako. Antalet invånare är 150 150.